# ツングース系民族
ツングース系民族（ツングースけいみんぞく、ロシア語: Тунгусо-маньчжурские народы; 英語: Tungusic peoples; 中国語: 通古斯民族, 拼音: Tōnggŭsī mínzú）は、中国東北部から極東ロシア、シベリアにかけての北東アジア地域に住み、ツングース語族に属する言語を母語とする諸民族のこと。
ツングース系民族は、北部 (エヴェンキ＝ツングース) と南部（女真-ナナイ）の主要な2系統に分けられ、また、両者の中間グループ（オロチ-ウデヘ）が認められることがある。

## 名称

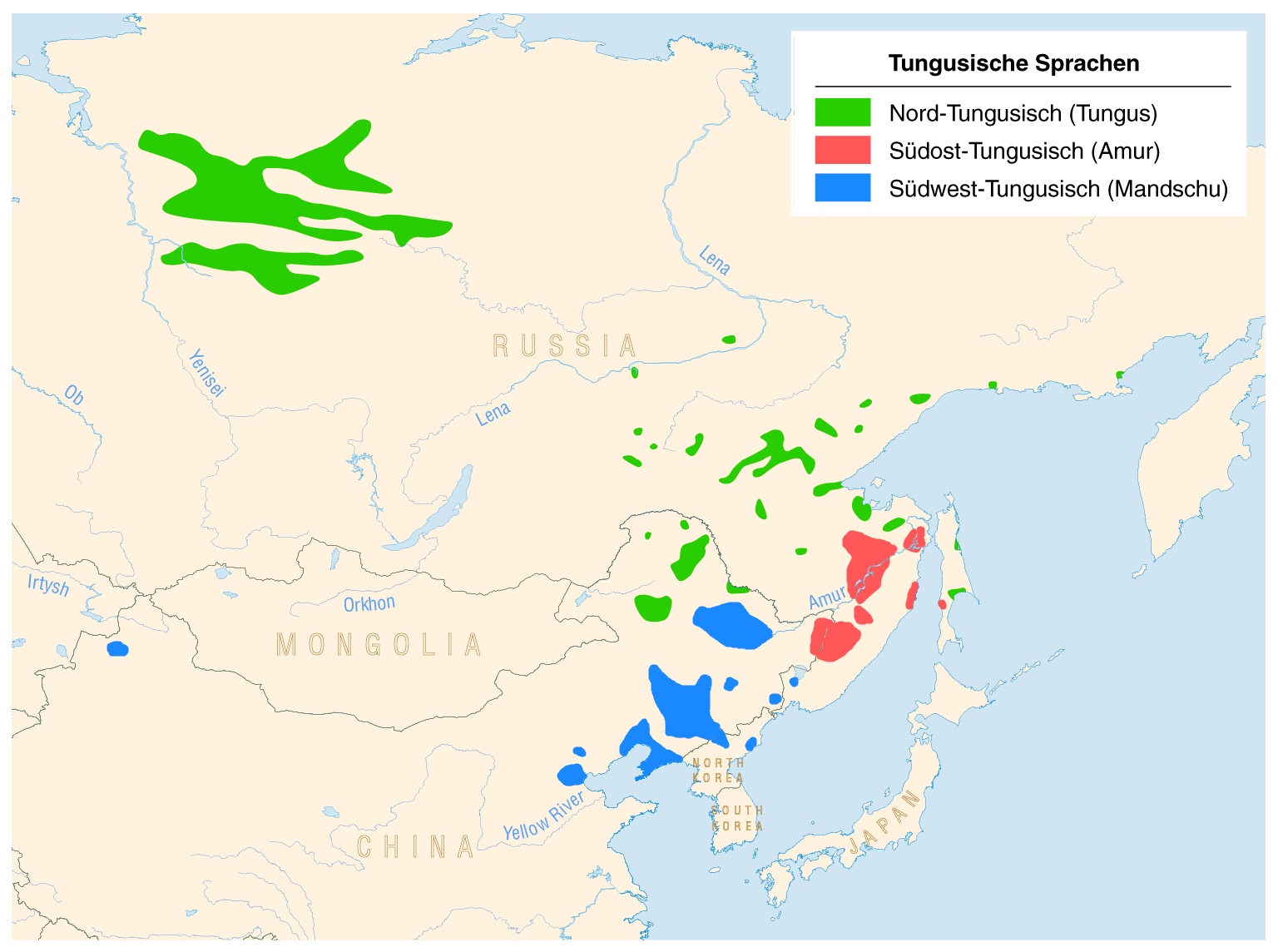
ツングース系民族の分布図
----
緑色は北方ツングースの諸民族、赤色は南東ツングースでアムール川（黒竜江）流域やサハリンに住む諸民族、青色は南西ツングース（満洲族、シベ族）

「ツングース系」なる名辞は人為的なものであり、「ツングース諸語」とみなされる諸言語を話す人びとを一括して指しているにすぎない。そしてこれは、ロシア語によるエヴェンキの外名、ツングース（ロシア語: Тунгус, ラテン文字転写: Tungus) に由来する。また、ロシアのヤクート人が、自分たちと混血を進めていたエヴェンキ人を「トングース（Toŋus）」と呼んだことによるともいわれている。英語における Tungus の使用は、1850年代にフリードリヒ・マックス・ミュラーによって始まった。これは、それに先立つユリウス・ハインリヒ・クラプロートによるドイツ語での使用に基づく。「ツングース・満洲系民族」（ロシア語: Тунгусо-маньчжурские; 英語: Tunguso-Manchu）の名称もしばしば使用される。
ツングースカ（Tunguska）なる地名があり、これは、西はエニセイ川（別名、ツングースカ川）から東は太平洋におよぶ東シベリアの一地域を指し、この地名はエヴェンキ語に由来する。ロシア語におけるТунгус（ツングース）は、東チュルク語（ヤクート語）の「ツングス  tunguz 」（意味は「野生のブタ、イノシシ」、古いチュルク語ではトングス、tonguz）から借用された可能性が高いと指摘されるが、一部の学者は、現代中国語の単語「东胡」（Dōnghú、ドンフー、「東胡」＝東の異民族）から派生したのではないかと主張している。こうした現代における発音の偶然の類似は、歴史上の東胡人がすなわちツングース人であるというかつて広く信じられた仮説につながっているが、理論そのものは明確な根拠をほとんど欠いている。

## 分布と分類

### 北方ツングースと南方ツングース
ツングース諸語は北と南のサブグループに大別され、各民族もこれに応じて南北に大別される。中間グループとして、オロチ-ウデヘ語群を独立させ三大別する場合もあり、さらに、学者によっては南方ツングースを満洲語群とナナイ語群とに分けて四大別することもなされている。
- 北方ツングース （Northern Tungus）
  - エヴェン（エヴェン語、トナカイ飼養）
  - エヴェンキ語群
    - エヴェンキ（エヴェンキ語、トナカイ飼養）
      - エヴェンキのソロン族（ソロン語（ロシア語版））

    - オロチョン族（オロチョン語、狩猟、トナカイ飼養）
    - ネギダール（ネギダール語、漁撈）
    - キリ語を話す集団

  - オロチ・ウデヘ語群
    - オロチ（オロチ語、狩猟と漁撈）
    - ウデヘ（ウデヘ語、狩猟中心）
- 南方ツングース （Southern Tungus）
  - 満洲語群
    - 満洲族（かつては半猟半農の民[6]。満洲語・満洲文字を使用し、後金→清を建国した[6]。）
      - シベ族（シベ語・満洲文字を改良したシベ文字を使用）

  - ナナイ語群
    - ナナイ（ナナイ語、漁撈中心）
    - ウリチ（ウリチ語を使用。漁撈中心。かつて山丹交易を担った）
    - ウィルタ（ウィルタ語を使用。樺太東岸の幌内川やロモウ川の流域に居住。かつてオロッコと呼ばれた。トナカイ飼養民）

### 地域集団
セルゲイ・シロコゴロフによれば、ツングース系民族の地域による分類は以下のとおりである。
- バルグジン・ツングース
- 上アンガラ川地方のツングース…狩猟、馴鹿（トナカイ）の飼養、漁撈を生業とし、上アンガラ部族管理局，下アンガラ部族管理局の2つの行政単位に分割されている。
- バイカル湖付近に居住するツングース…漁撈を生業とするツングース。サマギル氏族管理局に編入されている。
- ネルチンスク・ツングース…自らをオロチョンと称し、ヤクーツク州の馴鹿ツングース・遊牧ツングースを「エヴェンキ」と呼び、ブリヤート人を「ボレン （boren） 」、遊牧ツングースを「ムルチル（murčir）」、ヤクート人を「ヨコ（joko）」と呼ぶ。
- 外バイカルの遊牧ツングース…ツングース語を使用しつつけるグループ（エヴェンキ）と、ツングース語を使わなくなりブリヤートの借用語を使用しているグループ（ハムナガン）の2グループに分かれる。
- 満洲の北方ツングース
  - ソロン（solon）…牛馬の飼養・狩猟・農業で生活。
  - 興安ツングース…狩猟と馬の飼養で生活。自らを「オロチョン（oročen）」と称す。
  - メルゲン（墨爾根）ツングース…ナウンチェン（naunčen）、ゲンチェン（gänčen）といった小集団を形成。自称はエヴェンキ。
- 満洲の馴鹿ツングース
- クマルチェン・ツングース
- ビラルチェン・ツングース

## 起源と略史
一般的に、ツングース系諸族の原郷は満洲北東部、あるいはアムール川流域周辺一帯のどこかであると示唆されている。ツングース語族はチュルク語族やモンゴル語族とともに、一語族を成すアルタイ諸語（または狭義のアルタイ語族）として提起された言語連合に分類される。ロシア極東のウリチ地区から収集された遺伝学的な証拠は、アルタイ語族の拡散が紀元前3500年以前にさかのぼることを示している。
ツングース語族のシベリアへの拡大は、現在「古シベリア諸語」という用語の下にグループ化されているシベリア先住民の土着言語に取って代わるかたちで進んだと考えられる。いくつかの学説では、中央・東および東南ヨーロッパに広がるパンノニアアヴァール人によるアヴァール可汗国がツングース起源か、あるいはその一部（支配階級として）がツングース起源であったことを示唆している。
ウデヘ、ウリチ、ナナイといったアムール川流域のツングース系住民は、儀式用のガウンに描かれた龍、巻いたり螺旋を描いたりする鳥類、悪霊の仮面のデザイン、中国式の正月、絹と綿の使用、調理用の鉄鍋、中国起源の暖かい家など、宗教その他服飾などで中国の影響を受けた。
満洲民族（満洲人）は満洲の地、すなわち現代の中国東北部および極東ロシア（「外満洲」と称する。沿海州、現在のプリモルスキー地方を含む）に起源を発している。満洲族は、17世紀に清（清朝）を樹立したのち、清朝中後期から中国本土の漢民族の言語と文化にほぼ同化していった。
南ツングース系の満洲族は定住農耕生活を送り、その生活様式は、移動する狩猟採集民や遊牧民など、より北方に住むツングース諸族の生活様式とは大きな隔たりがあった。ことにワルカ（野人女真）は、清朝が彼らをして定住農耕させようと試みたため清国を離れている。
17世紀を通じてロシア・ツァーリ国は、シベリアを東に横断して拡大し、ツングース系民族の土地に入り込んだ結果、清朝とのあいだに初期の清露国境紛争が引き起こされ、それは1689年のネルチンスク条約まで続いた。ロシアを越えてヨーロッパの他地域に到達したツングース系民族に関する最初の著述は、1612年にオランダの旅行者イサーク・マッサによって出版された。彼は、モスクワ滞在ののちロシアの報告にもとづいた情報を西欧に伝えた。
未だ定説は確立していないが、以下のような仮説がある。
南方由来説
19世紀に提示されて以来、ツングース諸語のモンゴル諸語やチュルク諸語との近縁性から、多くの学者がシベリアの遊牧ツングースを黒竜江沿いに北上してきたモンゴル民族とした。1920年代にソ連人（ロシア人）学者シロコゴロフが、現地調査などから松花江・ウスリー川流域一帯をツングース人が形成された土地とし、形成以前の起源を更に河北東北部へ求める説を発表。言語学や人類学の観点から数多くの学者に支持されるが、華北東北部を起源とする点に関しては考古学的な裏付けが乏しく仮説の域を出ないとされている。
西方由来説
セレンガ川やバイカル湖畔の周辺から来たとする仮説を2人のソ連人（ロシア人）学者が唱えた。
太古土着説
1960年代にソ連人学者 から出された仮説、文化の独自性から数千年に渡り外部から隔絶していたとする。古い年代の考古物の中に南方地域と類似する物が見られる点と、急激な寒冷化が起きた時期に人口増加によると思われる出土物の増加が確認される点から、主流とはなっていない。

## 生業・習俗
ツングース系民族はその生業によっていくつかのグループに分けられる。
- 馴鹿ツングース(Reindeer Tungus)…馴鹿の飼養を生業としているツングース系民族。ツングースの間では「馴鹿を所有する」という意味でオロチェン(oročen)と呼ばれている。バルグジン・タイガおよびネルチンスク・タイガの地方に住み、その一部はブリヤート人やロシア民族の間に混ざって移行地帯に定住している[5]。
- 遊牧ツングース(Nomad Tungus)…遊牧を生業としているツングース系民族。ツングースの間では「馬を所有する」という意味でムルチェン(murčen)と呼ばれている。ブリヤート人やロシア人と雑居して移行地帯および草原地帯に住んでいる。
- 農耕ツングース…農業で生活し、定住化しているツングース系民族。ロシア民族の生活文化の影響が進んでいる。
- モンゴル人化したツングース（Mongolized Tungus）…言語的にモンゴル系言語を使用するようになったツングース系民族。

### 狩猟
狩猟は家畜の飼養，農業，馴鹿の飼養に適した地方を除くすべての地方において、ツングースの主要な生業である。獲物は主に食用として、毛皮の供給源として利用する。主な動物は栗鼠，狐，熊，山猫，黒貂，野猪，鹿である。

### 馴鹿（トナカイ）の飼養
ツングースの家畜は主に馴鹿（トナカイ）である。トナカイはツングース諸語でオロン(oron)，オロ(oro)，オヨン(ojon)，オロン・ブク(oron buku)，ホラ(hora)，ホラナ(horana)などと呼ばれるが、彼らが何時頃から飼い始めたのかはわからない。

### 宗教
多くはアニミズムである。「シャーマン（šaman）」と呼ばれる祈祷師がおり、19世紀以降に民俗学者や旅行家、探検家たちによって、極北や北アジアの呪術あるいは宗教的職能者一般を呼ぶために用いられるようになり、その後に宗教学、民俗学、人類学などの学問領域でも類似現象を指すための用語（学術用語）として用いられるようになった。

## 遺伝子からみたツングース系民族

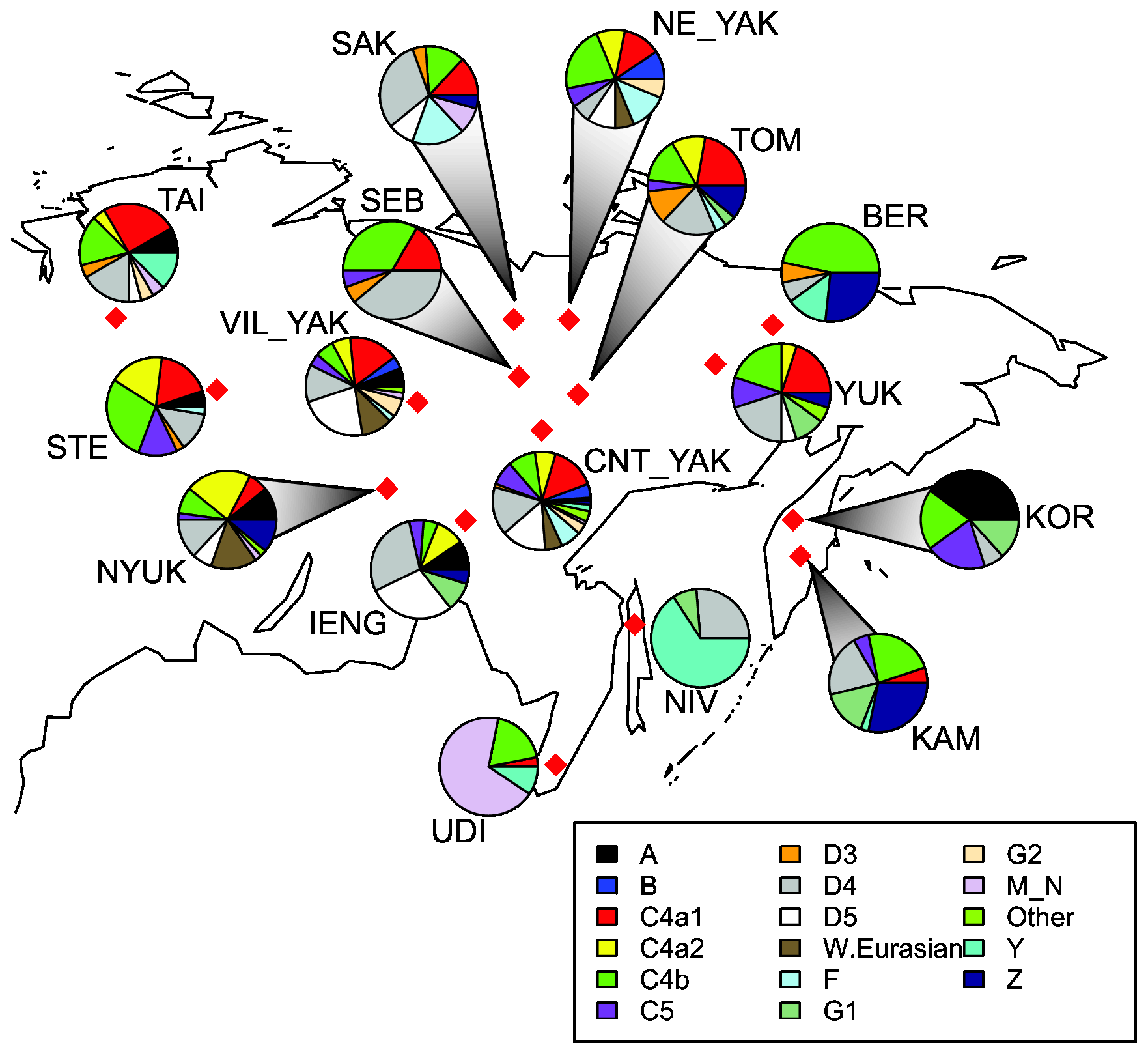
極東・シベリア諸民族（諸地域）のミトコンドリアDNA解析
----
TAI、STE、NYUK、IENGは、エヴェンキ族。SAK、SEB、TOM、BER、KAMはエヴェン族。UDIはウデヘ族（以上、ツングース系）。VIL‐YAK、CNT‐YAK、NE‐YAKはヤクート族（チュルク系）。KORはコリャーク（チュクチ=カムチャツカ系）。YUKはユカギール（孤立）。NIVはニヴフ（孤立）

ツングース系民族にはY染色体ハプログループのC2系統が高頻度に観察される。オロチョン族で61%-91%、エヴェンキで44%-71%、ウリチで69%、満洲族で26%-27% などである。
中でも下位系統C-F5484がツングース系民族を特徴付けるタイプであり、このタイプは3300年前に誕生したと考えられている。さらに満洲族、エヴェン、エヴェンキ、オロチョン、ダウールの各々に特有のC-F5484のサブグループが存在し、これらは1900年前から徐々に分岐したものと推定される。
その他、ロシアにおけるエヴェンキなど一部の民族集団ではN系統も高頻度にみられる。

## 現代のツングース系諸民族
現代、民族集団を形成しているツングース系民族には、満洲族、シベ族、オロチョン族、エヴェンキ（ソロンを含む）、エヴェン、ナナイ、オロチ族、ウリチ、ネギダール、ウデヘ、ウィルタがある。漢民族（中国語）やロシア民族（ロシア語）の影響が大きく、固有の言語文化が危機にさらされている。
現在、民族集団を形成しているツングース系民族の詳細な情報は以下である。
| 日本語名称                      | 中国語/ロシア語名称            | 民族語名称           | 地区 | 人口                                    | 備考 |
| ------------------------------- | ------------------------------ | -------------------- | --- | --------------------------------------- | --- |
| 満洲族                          | 满族/Маньчжуры                 | ᠮᠠᠨᠵᡠ（転写：manju） | 中華人民共和国遼寧省；吉林省；黒竜江省；内モンゴル自治区；河北省；北京市等 | 10,410,585                              | 台湾に12000人 香港に1000人 アメリカ合衆国に379人                                                                                     |
| オロチョン族                    | 鄂伦春族/Орочоны               |                      | 中華人民共和国内モンゴル自治区フルンボイル市、オロチョン自治旗等 | 8,659                                   | |
| シベ族                          | 锡伯族/Сибо                    | ᠰᡞᠪᡝ（転写：sibe）   | 中華人民共和国遼寧省；新疆ウイグル自治区イリ・カザフ自治州チャプチャル・シベ族自治県等 | 190,481                                 | 僅かに新疆のコルガス、タルバガタイ、ウルムチに分布している。黒竜江省、吉林省、内モンゴル自治区、北京市における人口は1000人を超える。 |
| エベンキ人                      | 鄂温克族、埃文基人/Эвенки      | Эвэнкил              | 中華人民共和国内モンゴル自治区フルンボイル市エベンキ族自治旗、モリンダワ・ダウール族自治旗、オロチョン自治旗、陳バルグ旗、アロン旗等；黒竜江省訥河 ロシア連邦クラスノヤルスク地方、サハ共和国、ブリヤート共和国、イルクーツク州、ザバイカリエ地方、アムール州及びサハリン州 モンゴル国セレンゲ県等。 | 30,875(中国, 2010) 38,396(ロシア, 2012) | モンゴルに537人(2015) ウクライナに48人(2001)                                                                                         |
| ナナイ人 （別名：ホジェン族）   | 赫哲族、那乃人、纳奈人/нанайцы |                      | ロシア連邦ハバロフスク地方、沿海地方；中華人民共和国黒竜江省同江市、双鴨山市 | 12,160(ロシア, 2002) 5,354(中国，2010)  | |
| エヴェン人                      | 埃文人/эвены                   | эвэсэл               | ロシア連邦サハ（ヤクート）共和国、マガダン州、カムチャッカ地方、チュクチ自治管区 | 22,383(ロシア，2012)                    | ウクライナに104人(2001) |
| ネギダール人                    | 涅吉达尔人/негидальцы          |                      | ロシア連邦ハバロフスク地方 | 513(ロシア，2012)                       | ウクライナに52人(2001) |
| ウィルタ人 （別名：オロッコ人） | 乌尔他人、鄂罗克人/Ороки       | Уилта                | ロシア連邦サハリン州ポロナイスキー地区；日本国網走市、札幌市 | 295(ロシア，2012)                       | 日本に20人(1989) |
| ウリチ人                        | 乌尔奇人/Ульчи                 |                      | ロシア連邦ハバロフスク地方ウリチ地区 | 2,765(ロシア，2012)                     | ウクライナに76人 |
| オロチ人                        | 奥罗奇人/Орочи                 |                      | ロシア連邦ハバロフスク地方、沿海地方、サハリン州、マガダン州 | 596(ロシア，2010)                       | ウクライナに288人(2001) |
| ウデヘ人                        | 乌德赫人/Удэгейцы              |                      | ロシア連邦ハバロフスク地方、沿海地方 | 1,496(ロシア，2010)                     | ウクライナに42人(2001) |

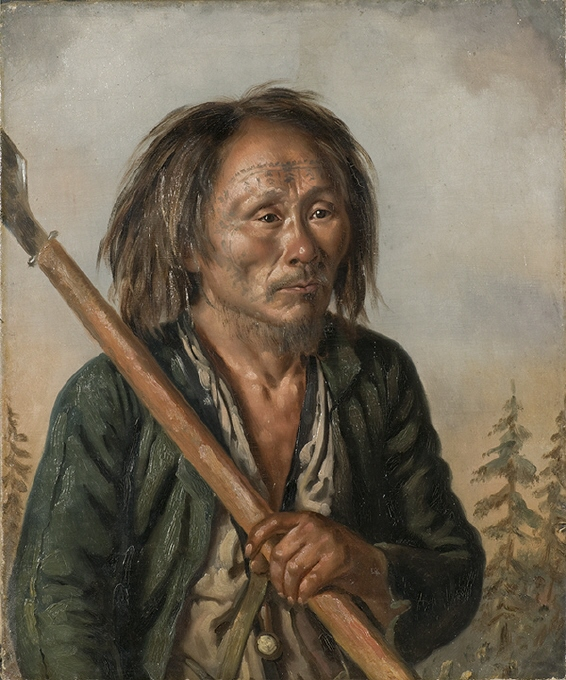
ツングース男性の肖像（en:Carl Peter Mazer、1850年)
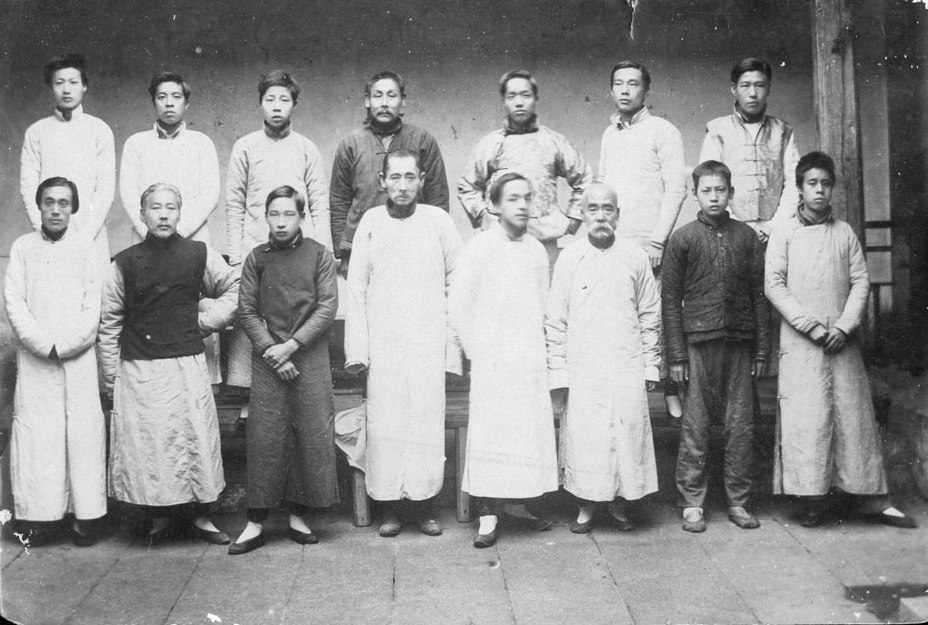
福州の満洲族（1915年）
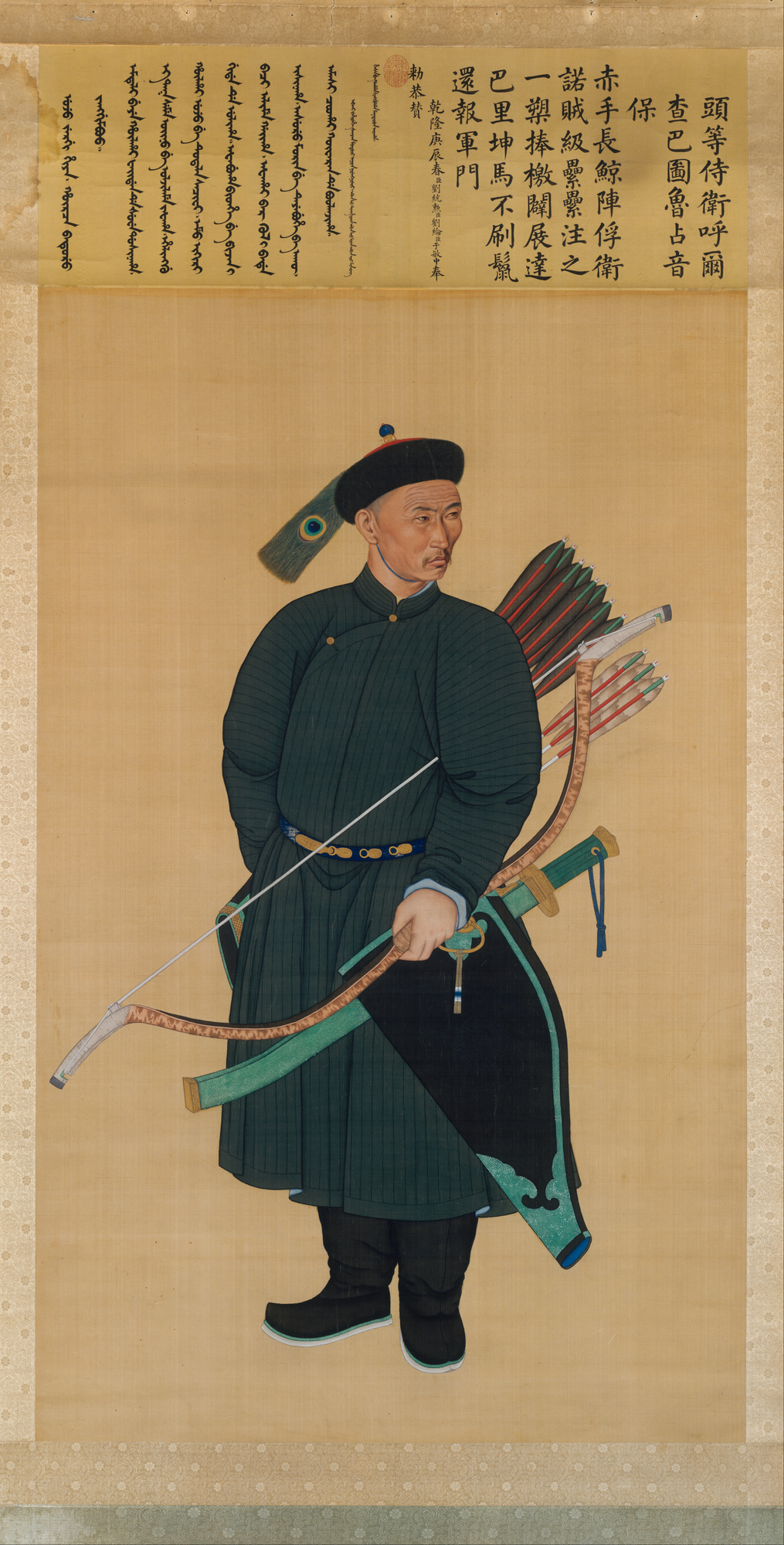
満洲の衛兵
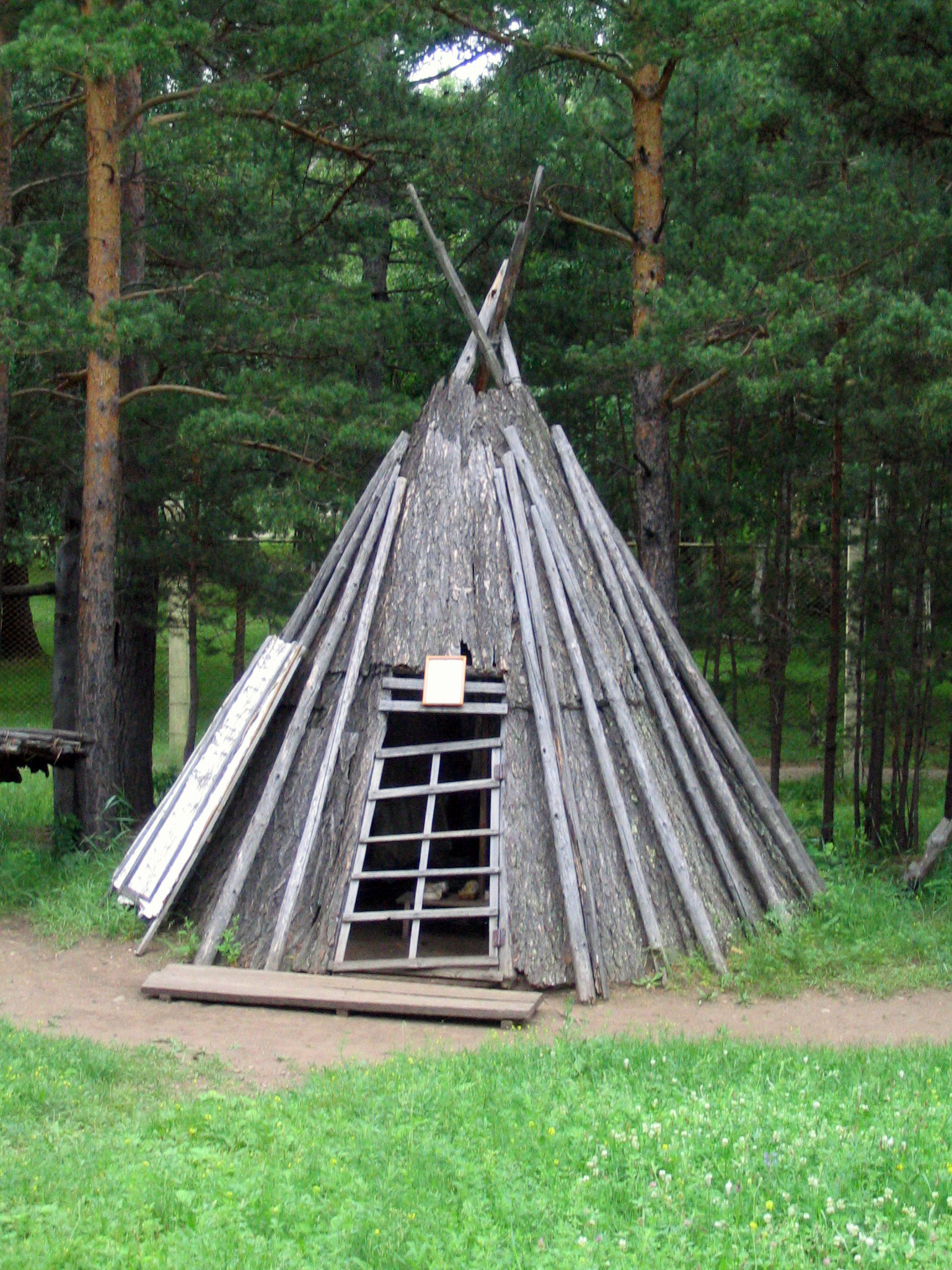
エヴェンキの木造家屋
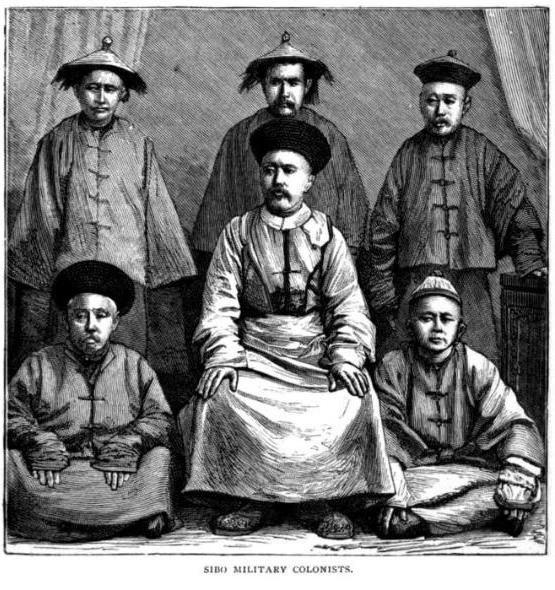
シベ族（1885年）
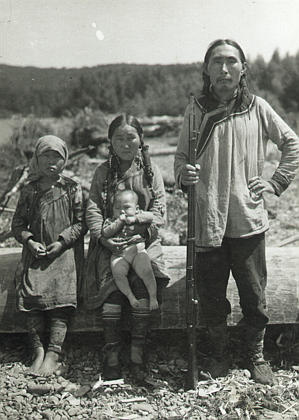
ウデヘの家族
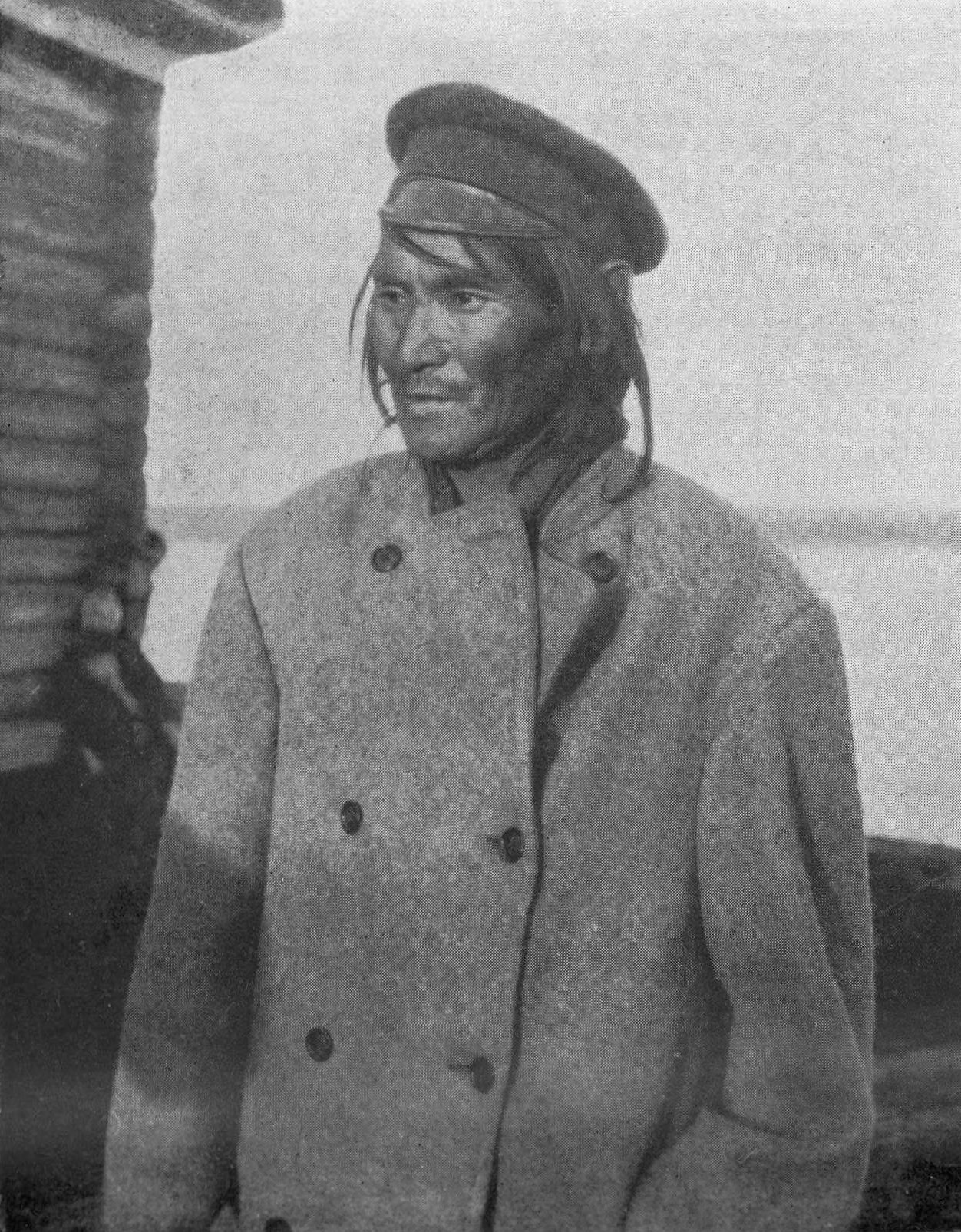
クラスノヤルスク地方Vorogovoのツングース男性（1914年）
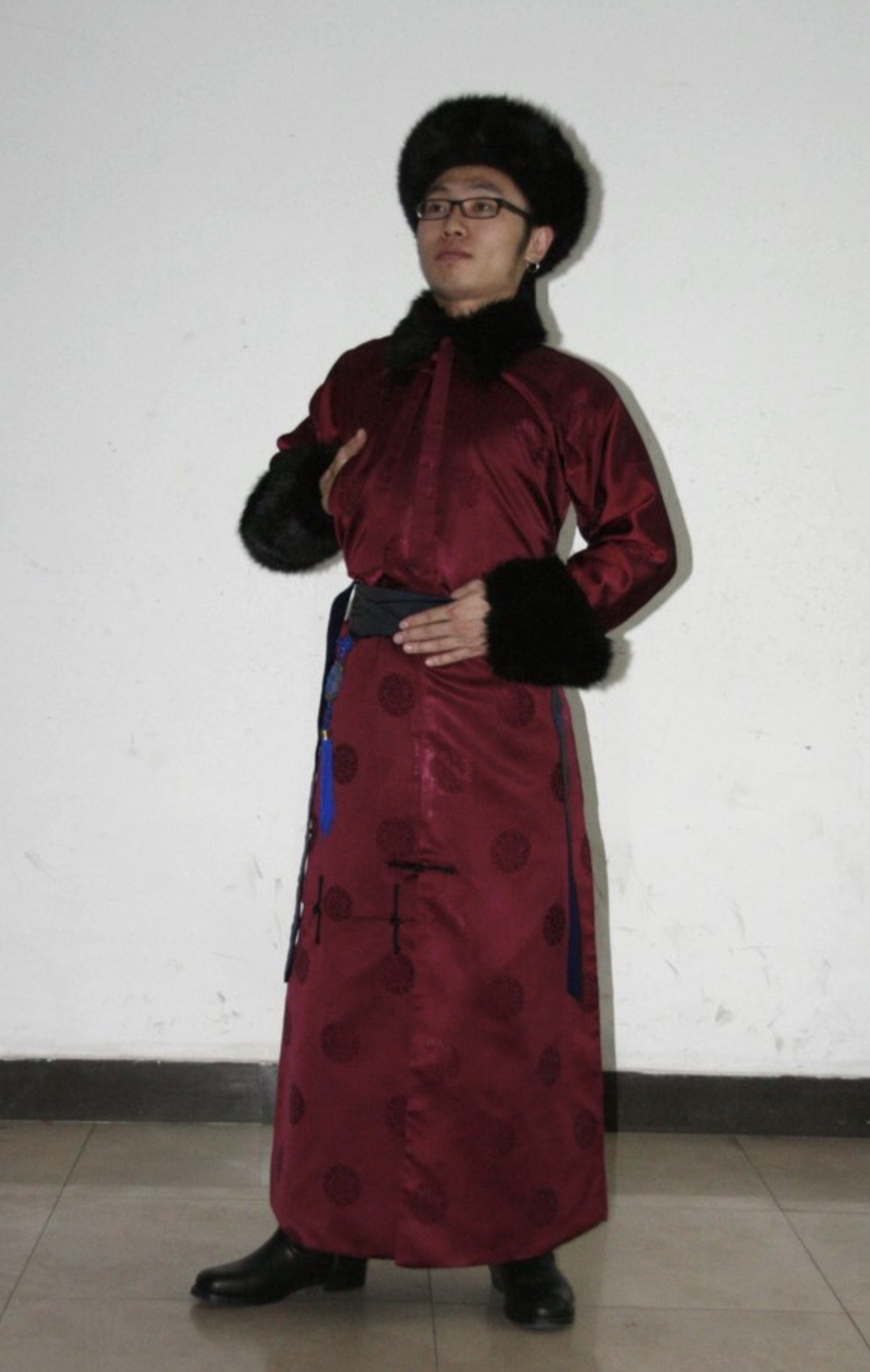
伝統衣装を着用した満洲族の男性
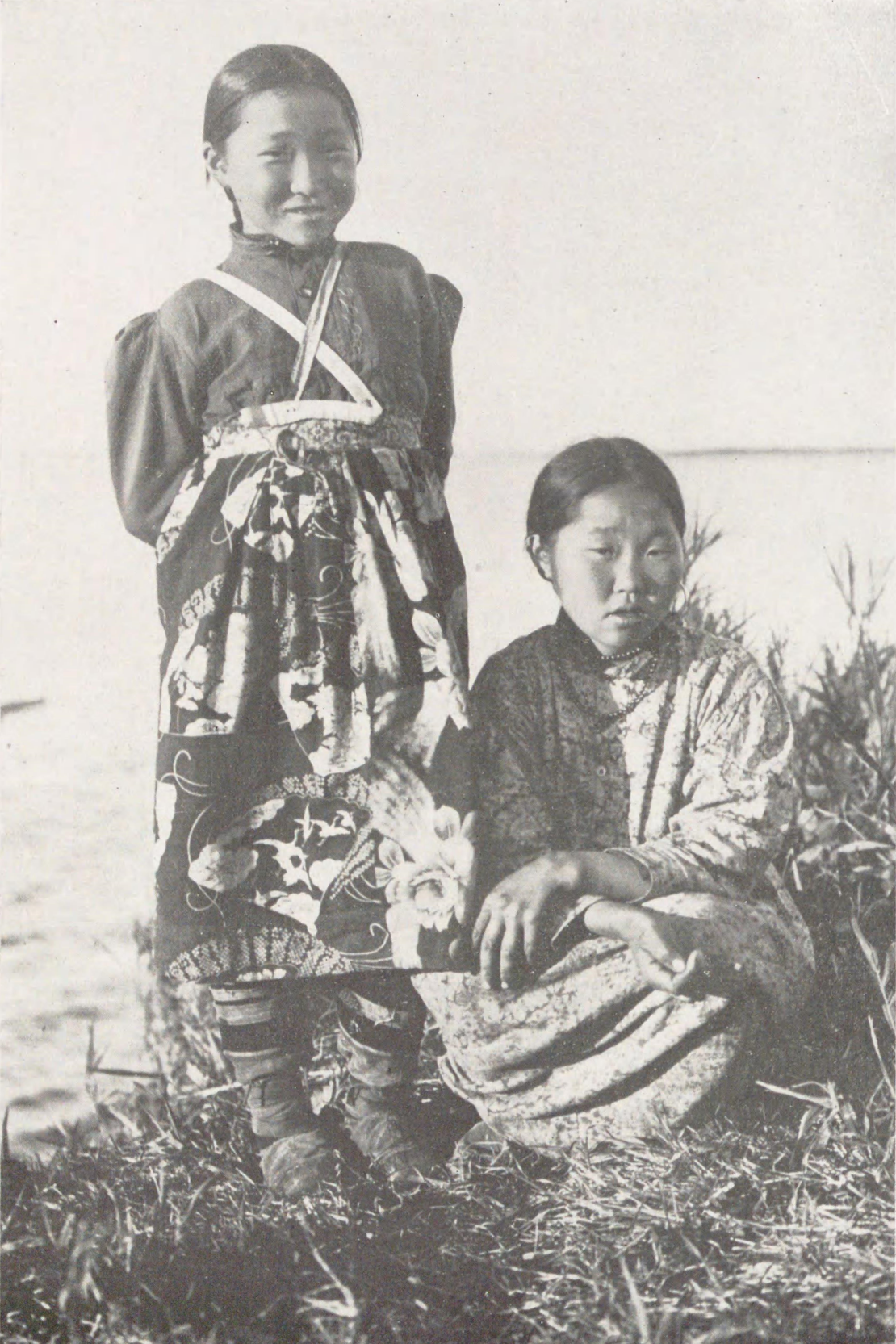
ウィルタの少女（1931年）
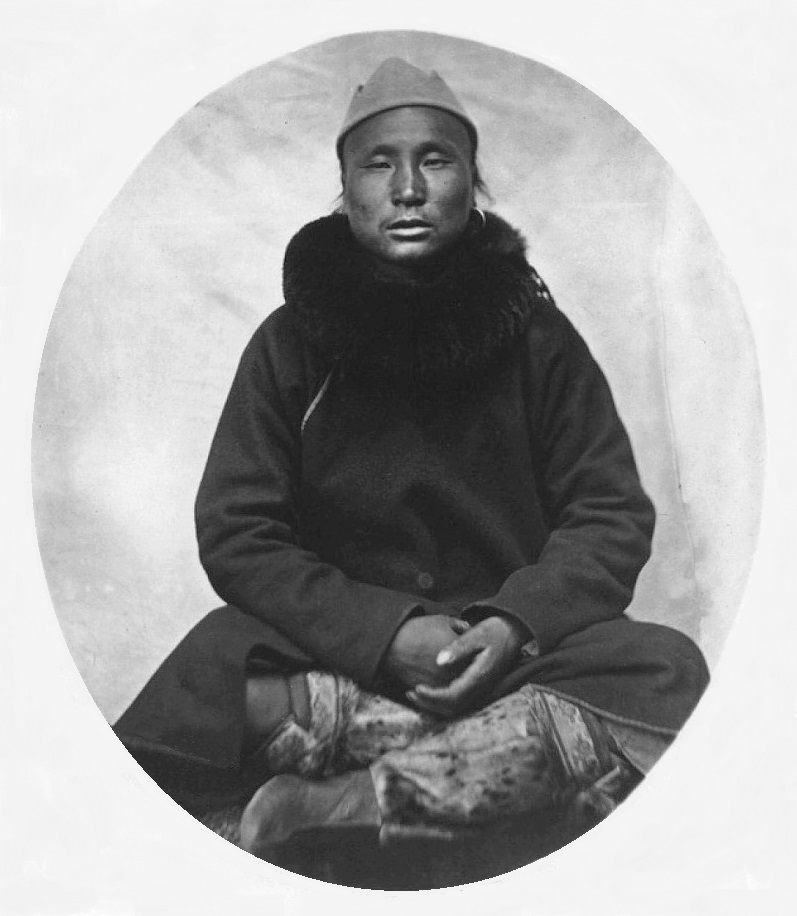
ウリチの男性（1960-70年代）
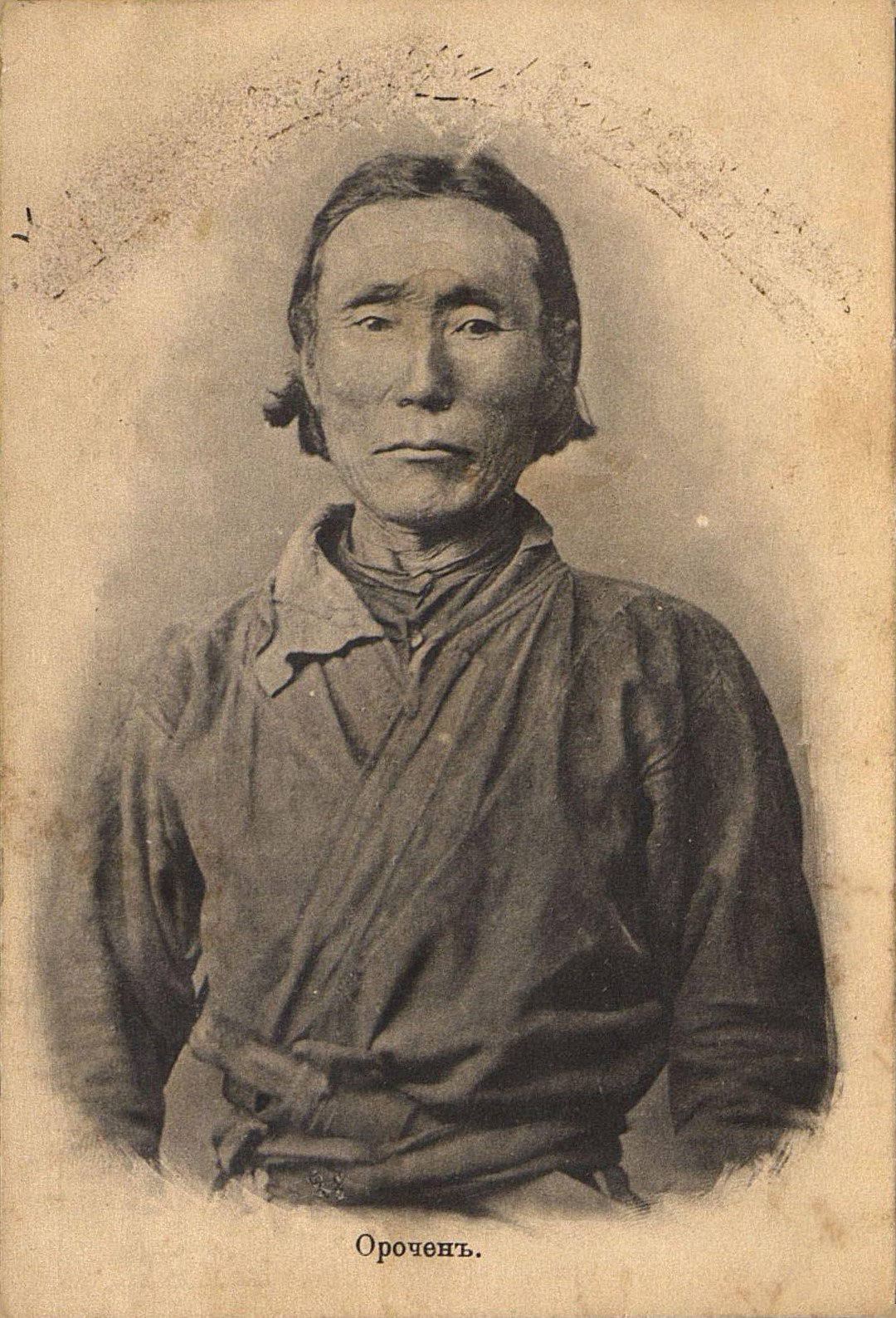
オロチョンの男性（1900年頃）
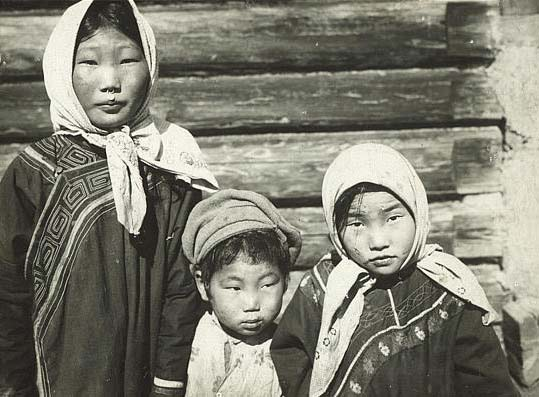
ナナイの子どもたち
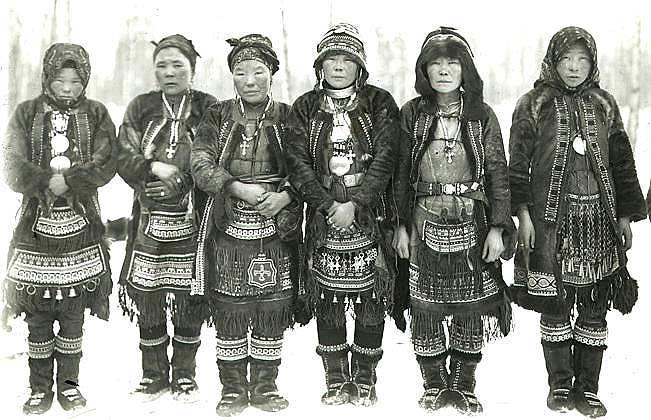
エヴェンの女性たち

## 歴史上のツングース系民族
歴史上に登場する民族・国家でツングース系民族に比定する説があるのは、以下の民族・国家である。
- 扶余語族
  - 濊貊（濊貊語を使用。濊、貊）[注釈 3]
  - 夫余（夫余語を使用）[注釈 4]
  - 高句麗（高句麗語を使用）[注釈 5]
  - 沃沮（沃沮語を使用）[注釈 6]
  - 百済（王族は百済語を使用）[注釈 7]
- 豆莫婁[注釈 8]
- 女真（女真語・女真文字を使用し、金・東夏・後金を建国）

また、文献資料に登場する民族や国家で、「ツングース系」の可能性が指摘されるものに、以下の民族・国家がある。
- 粛慎（しゅくしん）[注釈 9]
- 挹婁（ゆうろう）[注釈 10]
- 勿吉（もっきつ）[注釈 11]
- 靺鞨（まっかつ）[注釈 12]（靺鞨語→渤海語）を使用し、渤海を建国）[注釈 13]

なお、古代出雲の住民がツングース族であり、いわゆる「ズーズー弁」はツングース語起源とする説もある。